# 堀田賢慎
堀田 賢慎（ほった けんしん、2001年5月21日 - ）は、岩手県花巻市出身のプロ野球選手（投手）。右投右打。読売ジャイアンツ所属。

## 経歴

### プロ入り前
小学校1年の頃から野球を始める。小学校時代のポジションは遊撃手、二塁手、捕手（小学校6年次）を守っていた。中学校は花巻リトルシニアに所属し、2年秋ごろに投手になる。高校は青森山田高校に進学し、投手に専念するが、甲子園出場ならず。同学年に本田真凜がいる。
2019年のドラフト会議で奥川恭伸・宮川哲の抽選を外した読売ジャイアンツから1位指名を受け、契約金8000万円、年俸800万円で入団に合意（金額は推定）。背番号は32。担当スカウトは柏田貴史。

### 巨人時代
2020年、1月の新人合同自主トレ期間中に右肘に違和感を訴え、病院で右肘の軽度の炎症と診断された。春季キャンプ中も別メニュー調整していたが、状態は回復せず。4月2日、右肘のトミー・ジョン手術を受けたことを発表し、2020年シーズン中の復帰は絶望となった。11月3日、入団1年目ながらリハビリに時間を要することから育成選手契約に移行することを前提として自由契約とすることが通知され、12月8日に170万円減の推定年俸630万円で育成選手として再契約した。背番号は032に変更された。
2021年、8月31日の慶大との交流戦（三軍戦）でプロ入り後初の実戦登板を果たし、自己最速の152km/hを記録するなど1イニングを無失点に抑えた。以降、計4試合の三軍戦に登板し1点の失点も許さない投球を見せ、復帰3戦目のセガサミー戦では更に自己最速を更新する155km/hを計測した。シーズン中に支配下登録復帰はできず、自由契約後に再度育成契約を結んだ。推定年俸は50万円減となる580万円となった。
2022年、春季キャンプを一軍でスタートすると、紅白戦を含めた実戦5試合で9回6安打1失点と好投。3月11日に支配下選手に再登録され、背番号も91に変更された。開幕6戦目となる3月31日の東京ヤクルトスワローズ戦（神宮球場）でプロ初登板・初先発し、6回5安打無失点でプロ初勝利を挙げた。最終的には8試合（8先発）に登板し、2勝3敗、防御率6.29を記録した。
2023年は、春季キャンプ中に右肩のコンディション不良があり開幕から出遅れる。二軍での調整を重ねた後、7月25日の阪神タイガース戦（甲子園）でリリーフとしてシーズン初登板するも、2四球を与え1/3投げた所で降板。8月7日に登録を抹消され、一軍登板は3試合に留まり防御率8.10という成績でシーズンを終えた。オフシーズンの11月10日、アジアプロ野球チャンピオンシップに出場する日本代表との練習試合で3回1安打無失点の好投を見せた。11月18日、20万円減となる推定年俸630万円で契約を更改した。さらに自ら志願し、11月下旬からは台湾で行われたアジア・ウィンターリーグに参加。4試合に登板し、2勝0敗、防御率1.40と好成績を残し、自己最速の157km/hも記録した。
2024年は開幕を一軍で迎えた。初めは中継ぎでの起用もあったが、4月13日に2022年8月20日の阪神タイガース戦以来602日ぶりに一軍先発登板し、4回4安打無失点の好投を見せた。2024年5月8日の中日ドラゴンズ戦では、6回途中無失点と好投し先発として1年9か月ぶりの勝利を手にした。6月12日の楽天イーグルス戦では東北凱旋登板であったものの3回途中5失点と振るわず、翌日に登録を抹消されると以後は二軍での調整を続けた。二軍では12試合に先発し2勝3敗防御率3.81を記録すると、9月14日に一軍へ再昇格する。9月中は4試合にリリーフ登板し、防御率1.13を記録した。シーズン全体では17試合の登板（うち7試合に先発）で3勝3敗、防御率2.45を記録。11月26日、1030万円増となる推定年俸1660万円で契約を更改した。

## 選手としての特徴
プロ入り後の最高球速は155km/h。中学校時代のストレートの最速は125km/hであったが、高校1年の秋の大会では137km/hを記録し、2019年春には最速151km/hを記録している。
変化球はチェンジアップを決め球とし、他にはカーブ、カットボール、スライダー、スプリットを投げる。

## 詳細情報

### 年度別投手成績
| 年 度     | 球 団     | 登 板 | 先 発 | 完 投 | 完 封 | 無 四 球 | 勝 利 | 敗 戦 | セ 丨 ブ | ホ 丨 ル ド | 勝 率 | 打 者 | 投 球 回 | 被 安 打 | 被 本 塁 打 | 与 四 球 | 敬 遠 | 与 死 球 | 奪 三 振 | 暴 投 | ボ 丨 ク | 失 点 | 自 責 点 | 防 御 率 | W H I P |
| --------- | --------- | ----- | ----- | ----- | ----- | -------- | ----- | ----- | -------- | ----------- | ----- | ----- | -------- | -------- | ----------- | -------- | ----- | -------- | -------- | ----- | -------- | ----- | -------- | -------- | ------- |
| 2022      | 巨人      | 8     | 8     | 0     | 0     | 0        | 2     | 3     | 0        | 0           | .400  | 150   | 34.1     | 38       | 5           | 16       | 1     | 1        | 24       | 0     | 0        | 24    | 24       | 6.29     | 1.57    |
| 2023      | 巨人      | 3     | 0     | 0     | 0     | 0        | 0     | 0     | 0        | 0           | ----  | 16    | 3.1      | 2        | 1           | 4        | 0     | 0        | 5        | 0     | 0        | 3     | 3        | 8.10     | 1.80    |
| 2024      | 巨人      | 17    | 7     | 0     | 0     | 0        | 3     | 3     | 0        | 0           | .500  | 200   | 51.1     | 43       | 2           | 13       | 0     | 2        | 30       | 0     | 0        | 14    | 14       | 2.45     | 1.09    |
| 通算：3年 | 通算：3年 | 28    | 15    | 0     | 0     | 0        | 5     | 6     | 0        | 0           | .455  | 366   | 89.0     | 83       | 8           | 33       | 1     | 3        | 59       | 0     | 0        | 41    | 41       | 4.15     | 1.30    |

- 2024年度シーズン終了時

### 年度別守備成績
| 年 度 | 球 団 | 投手  | 投手  | 投手  | 投手  | 投手  | 投手     |
| 年 度 | 球 団 | 試 合 | 刺 殺 | 補 殺 | 失 策 | 併 殺 | 守 備 率 |
| ----- | ----- | ----- | ----- | ----- | ----- | ----- | -------- |
| 2022  | 巨人  | 8     | 2     | 2     | 0     | 1     | 1.000    |
| 2023  | 巨人  | 3     | 0     | 2     | 0     | 0     | 1.000    |
| 2024  | 巨人  | 17    | 2     | 5     | 0     | 0     | 1.000    |
| 通算  | 通算  | 28    | 4     | 9     | 0     | 1     | 1.000    |

- 2024年度シーズン終了時

### 記録
初記録
投手記録
- 初登板・初先発登板・初勝利・初先発勝利：2022年3月31日、対東京ヤクルトスワローズ3回戦（明治神宮野球場）、6回無失点
- 初奪三振：同上、2回裏にドミンゴ・サンタナから空振り三振

打撃記録
- 初打席：2022年3月31日、対東京ヤクルトスワローズ3回戦（明治神宮野球場）、3回表に原樹理から空振り三振
- 初安打：2022年7月3日、対広島東洋カープ15回戦（MAZDA Zoom-Zoom スタジアム広島）、3回表に九里亜蓮から中前安打

### 背番号
- 32（2020年[6]）
- 032（2021年[13] - 2022年3月11日）
- 91（2022年3月11日[19] - ）